# Eustala bisetosa
Eustala bisetosa là một loài nhện trong họ Araneidae.
Loài này thuộc chi Eustala. Eustala bisetosa được Elizabeth Bangs Bryant miêu tả năm 1945.